# 腳手架

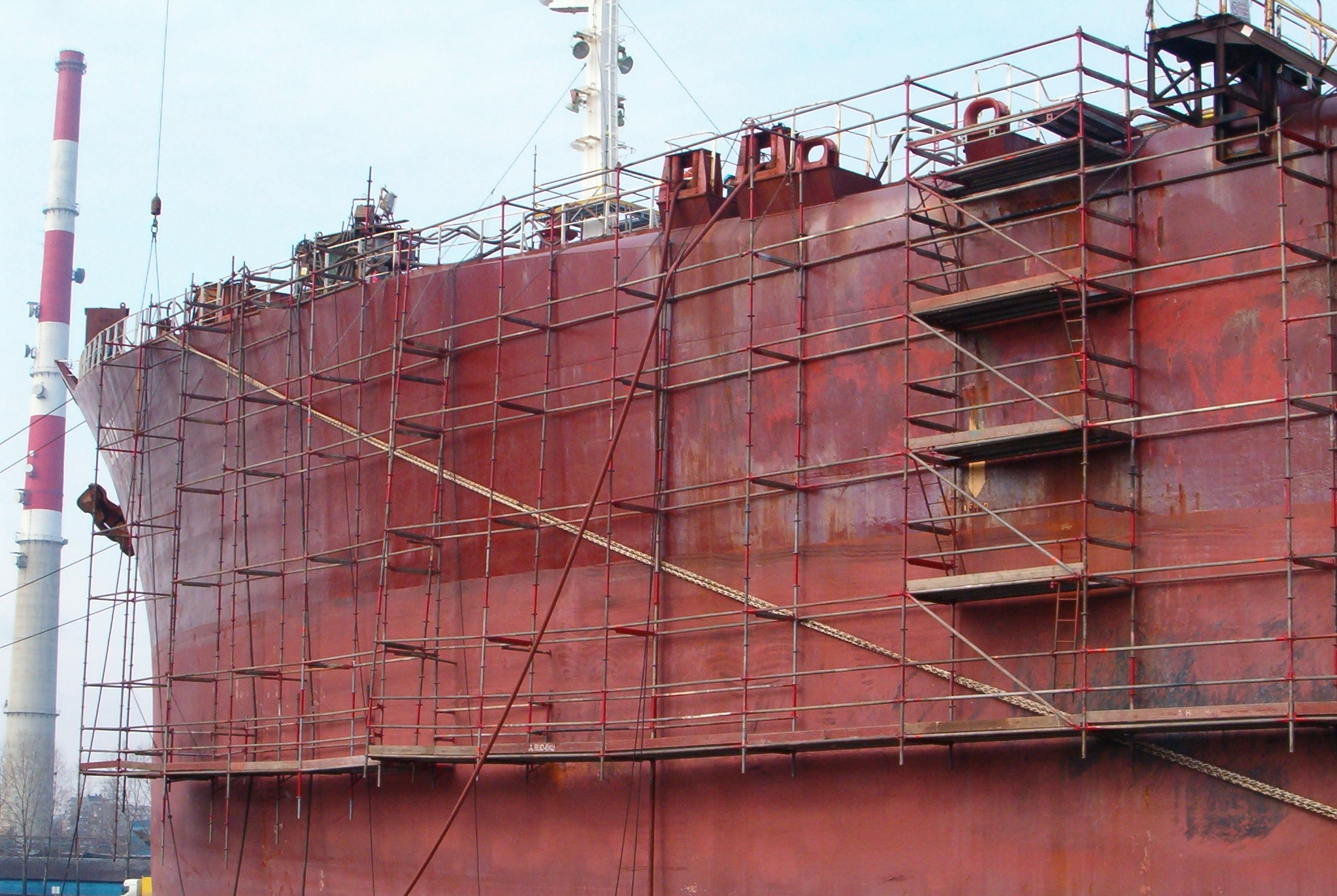
使用在一艘船上的鷹架

（亦稱“排柵”）是一種臨時性的建築工具，架設在正在組建或重建的樓房或建築物，亦用於輪船等大型的移動式物品，供施工人員在牆壁等高處施工。通常是由金屬導管組成的模塊化工具，也有使用其他材料製成，比如在東方國家就有用竹子製成的支架。

## 古代的鷹架
古希臘（約公元前五百世紀）就有關於鷹架的描述，古埃及、努比亞人和古中國人也有使用類似於該器材建造大型建築的記錄。古代非洲人也使用了木製的鷹架以支持建造清真寺
目前，常见的鷹架有门式架、轮盘式鷹架、碗扣式鷹架等类型。

## 外部連結
- An illustrated glossary of the terms used in temporary types of construction work. Formwork, scaffolding etc.